# Ricardo Arjona
Pour les articles homonymes, voir Arjona (homonymie).
Ricardo Arjona, né le 19 janvier 1964 à Jocotenango, dans le département de Sacatepéquez, est un chanteur guatémaltèque.

## Biographie
Ricardo Arjona, de son vrai nom Edgar Ricardo Arjona Morales, est né à Jocotenango, dans la région Antigua Guatemala, au Guatemala.
Il passe la majeure partie de son enfance à Ciudad Guatemala, capitale du pays, ou il gagne le concours de chant du festival de la jeunesse-1974 avec une chanson écrite par son père.
Au sortir de l'adolescence, Arjona devient joueur professionnel de basket ball pour l'équipe nationale du Guatemala.
À 21 ans, il sort son premier album Dejame decir que te amo (1985), mais c'est un échec commercial. Il abandonne alors la musique et devient instituteur.
À 24 ans, il reprend la musique avec l'album Jesus verbo no susbtantivo. Sa carrière musicale explose en Amérique centrale.
En 1990, il sort Del otro lado del sol, qui le fait connaître au niveau international.
En 1996, il publie son album, le plus politique, Si el norte fuera sur (Si le nord était le sud), dans lequel il explore les thèmes de la mondialisation, du libéralisme et des mouvements nationalistes latino américains de gauche.
Dans toute sa carrière, il a vendu plus de 80 millions de disques,. 
En 2023, il annonce sa retraite.

## Style musical
Son style musical va de la pop latino, à la musique cubaine en passant par le rock et la chanson folklorique. Ces dernières années, il a aussi inclut des rythmes mexicains, texans et afrolatino-américains.

## Textes
Arjona qui est connu pour ses textes autant que pour sa musique se veut un chanteur engagé.
Il n'hésite pas à aborder des questions sociales difficiles comme le machisme (“Marta”), le racisme ou le kidnaping (« La nena, bitácora de un secuestro »).
Dans ses chansons, il a abordé le thème de l'homosexualité et de l'homophobie (“Que nadie vea”, que personne ne voie), l'immigration clandestine (“Mojado”, le mouillé, et “puente”, le pont), la religion (“Jesús verbo no sustantivo”, Jésus, le verbe pas le substantif).

## Discographie
| Année | Titre                                      | traduction                                   |
| ----- | ------------------------------------------ | -------------------------------------------- |
| 1985  | Déjame Decir Que Te Amo                    | (Laisse-moi dire que je t'aime)              |
| 1990  | Jesús Verbo, No Sustantivo                 | (Jésus le verbe, pas substantif)             |
| 1993  | Animal Nocturno                            | (Animal nocturne)                            |
| 1994  | Historias                                  | (Histoires)                                  |
| 1996  | Si El Norte Fuera El Sur                   | (Si le Nord était le Sud)                    |
| 2011  | Independiente                              | (Indépendant)                                |
| 1998  | Sin Daños A Terceros                       | (Sans dommages à des tiers)                  |
| 1998  | Vivo                                       | (En concert)                                 |
| 2000  | Galeria Caribe                             | (Galerie Caraïbe)                            |
| 2002  | Santo Pecado                               | (Péché mignon)                               |
| 2004  | Lados B                                    | (Faces B)                                    |
| 2004  | Solo                                       | (Seul)                                       |
| 2005  | Adentro                                    | (À l'intérieur)                              |
| 2007  | Quien Dijo Ayer                            | (Qui a dit hier)                             |
| 2008  | Quinto Piso                                | (Cinquième étage)                            |
| 2010  | Poquita Ropa                               | (Peu de vêtements)                           |
| 2011  | Independiente                              | (Indépendant)                                |
| 2012  | Canciones de Amor                          | (Chansons d'amour)                           |
| 2016  | Apagué La Luz Y Escuché                    | (J'ai éteint la lumière et j'ai écouté)      |
| 2017  | Circo Soledad                              | (Cirque Soledad)                             |
| 2020  | Blanco                                     | (Blanc)                                      |
| 2021  | Covers, demos y otras travesuras en blanco | (Covers, démos et autres manigances vierges) |